# Caulastraea connata
Caulastraea connata е вид корал от семейство Faviidae. Видът е уязвим и сериозно застрашен от изчезване.

## Разпространение и местообитание
Разпространен е в Британска индоокеанска територия, Джибути, Египет, Еритрея, Йемен, Израел, Индия, Йордания, Кения, Коморски острови, Мавриций, Мадагаскар, Майот, Малдиви, Реюнион, Саудитска Арабия, Сейшели, Сомалия, Судан, Танзания и Шри Ланка.
Обитава океани, морета, лагуни и рифове в райони с тропически климат.

## Описание
Популацията на вида е намаляваща.